# 크리스티아노 도니
크리스티아노 도니(이탈리아어: Cristiano Doni, 1973년 4월 1일, 이탈리아 로마 ~ )는 이탈리아의 전 축구 선수이다. 이탈리아 세리에 A소속 아탈란타 BC의 주장이었다.

## 경력
하부리그에서 선수 경력을 시작한 그는, 볼로냐에서 뛰어난 활약을 보여 팀의 승격에 일조해, 세리에 B의 브레시아 칼초로 이적, 브레시아를 세리에 A로 승격시키는데 큰 공헌을 하였다. 그리고 세리에 B 팀이었던 아탈란타 BC로 이적하게 되었고, 아탈란타에서도 좋은 활약을 보여주며, 아탈란타의 승격에 공헌하였다. 그 후 아탈란타에서 보여준 활약 덕분에 2002년 FIFA 월드컵 국가대표에도 선발되었다.
2002-03 시즌 팀이 세리에 B로 강등 당하자, UC 삼프도리아로 이적 후에 부진한 모습을 보이며 결국 2005년 프리메라리가 소속의 RCD 마요르카로 이적하게 되었다.
2006-07 시즌 아탈란타의 세리에 A 승격 후 다시 아탈란타로 이적, 축구 선수로는 많은 나이에도 불구하고 뛰어난 활약을 보여주고 있었다.
그러나 세리에 A 2011-12에서 아탈란타의 승격에서 승부조작 혐의가 드러나면서 그는 3년 6개월 동안 선수생활이 정지되었다.
12월 19일에 16명의 혐의자와 함께 다른 승부조작 혐의가 없는지 조사하기 위해 체포되었다.